# Février 1904

## Événements
- Canada : création de la Commission des phares.
- 7 février : Grand incendie de Baltimore.

- 8 février, Canada : le diocèse de Saint-Jean devient l'Archidiocèse de Saint-Jean à Terre-Neuve.

- Nuit du 8 au 9 février : attaque surprise des Japonais contre la flotte russe de Port-Arthur. Le Japon coule trois navires russes (bataille de Chemulpo) sans déclaration de guerre, qui n’arrive que trois jours après. Les troupes japonaises engagent une lourde opération de débarquement puis sont bloquées pendant sept mois sur la côte, à Dalian (Dairen ou Port-Arthur).

- 9 février : déclenchement de la Guerre russo-japonaise entre le Japon et la Russie (fin en 1905). Combats en Mandchourie et en Corée.

- 13 février[1] : un traité franco-siamois permet au Cambodge de s’agrandir au nord de Kampong Thom et au sud-ouest dans la région de Koh Kong. La France obtient des territoires siamois à l’ouest du Mékong en 1904 et en 1907.

- 23 février : la zone du canal de Panama est cédée aux Américains.

## Naissances
- 1er février : Joseph Asjiro Satowaki, cardinal japonais, archevêque de Nagasaki († 7 août 1996).
- 2 février : Valeri Tchkalov, aviateur soviétique († 15 décembre 1938).
- 10 février : Onésime Boucheron, coureur cycliste français († 2 juin 1996).
- 11 février : 
  - Keith Holyoake, Premier ministre de Nouvelle-Zélande en 1957, puis de 1960 à 1972 († 8 décembre 1983).
  - Lucile Randon, religieuse et supercentenaire française († 17 janvier 2023).
- 16 février : Philip Rabinowitz, coureur sud-africain centenaire († 28 février 2008).
- 17 février : 
  - Joseph Bouglione, artiste de cirque français († 5 août 1987).
  - Luis A. Ferré, personnalité politique portoricain († 21 octobre 2003).
- 23 février : William L. Shirer, journaliste américain († 28 décembre 1993).

## Décès
- 11 février : Henri-Raymond Casgrain, religieux, critique littéraire et historien.
- 13 février : Octave Callandreau, astronome français (° 18 septembre 1852).